# Paul-Matthieu Grondin
Paul-Matthieu Grondin est avocat canadien et ancien bâtonnier (chef élu) du Barreau du Québec. Il est cofondateur de l'étude Grondin Savarese.
Il a reçu 8400 votes sur 11 679,.